# Martine Pascal
Pour les articles homonymes, voir Pascal.
Martine Probst dite Martine Pascal est une actrice française de théâtre, de cinéma et de télévision née le 27 janvier 1939 dans le 9e arrondissement de Paris.
Elle est la fille des comédiens Gisèle Casadesus (1914-2017) et Lucien Probst dit Lucien Pascal (1906-2006).

## Biographie
De son union avec le chef décorateur Willy Holt (1921-2007), Martine Pascal a eu deux enfants, Nathalie (née en 1959), scénographe, et Olivier (né en 1960), chef d'orchestre. Elle a été la compagne de Michel Cournot.